# Bryocyclops phyllopus
Bryocyclops phyllopus – gatunek widłonoga z rodziny Cyclopidae. Jako pierwszy opisał go w 1935 roku niemiecki zoolog Friedrich Kiefer. 